# Louise Nettleton
Louise Nettleton (1874-1954) fue una deportista británica que compitió en tiro con arco, en la modalidad de arco recurvo. Ganó nueve medallas en el Campeonato Mundial de Tiro con Arco al Aire Libre entre los años 1933 y 1946.

## Palmarés internacional
| Campeonato Mundial al Aire Libre | Campeonato Mundial al Aire Libre | Campeonato Mundial al Aire Libre | Campeonato Mundial al Aire Libre |
| Año                              | Lugar                            | Medalla                          | Prueba                           |
| -------------------------------- | -------------------------------- | -------------------------------- | -------------------------------- |
| 1933                             | Londres (Reino Unido)            | Medalla de plata                 | Equipo                           |
| 1935                             | Bruselas (Bélgica)               | Medalla de oro                   | Equipo                           |
| 1937                             | París (Francia)                  | Medalla de oro                   | Equipo                           |
| 1938                             | Londres (Reino Unido)            | Medalla de plata                 | Individual                       |
| 1938                             | Londres (Reino Unido)            | Medalla de plata                 | Equipo                           |
| 1939                             | Oslo (Noruega)                   | Medalla de plata                 | Equipo                           |
| 1939                             | Oslo (Noruega)                   | Medalla de bronce                | Individual                       |
| 1946                             | Estocolmo (Suecia)               | Medalla de oro                   | Equipo                           |
| 1946                             | Estocolmo (Suecia)               | Medalla de bronce                | Individual                       |